# Lapa (Paraná)
Lapa é um município brasileiro do estado do Paraná. Localiza-se a 25º46'11" de latitude sul e 49º42'57" de longitude oeste, a uma altitude de 908 metros. Está localizada na Mesorregião Metropolitana de Curitiba, mais precisamente na microrregião do mesmo nome, estando a uma distância de 62 km da capital do estado, Curitiba. Possui uma área de 2093,859 km². Sua população, conforme o Censo de 2022, é de 45 003 habitantes. Os habitantes naturais do município da Lapa são denominados lapeanos.
A exploração da erva-mate e a atividade tropeira fizeram parte das atividades econômicas de sua história. Atualmente, apesar de ser um município mais diversificado em sua base econômica, traz consigo, devido ao seu passado histórico, o turismo, que mostra a beleza existente em seu Patrimônio Histórico e Cultural. Sua primeira denominação foi de freguesia de Santo Antônio da Lapa, sob a jurisdição da vila de Curitiba em 1797. Em 1806 devido ao rápido crescimento do povoado tornou-se a Vila Nova do Príncipe. Após algumas mudanças de jurisdição, finalmente, em 7 de março de 1872 a Vila Nova do Príncipe, desmembrada da Vila Rio Negro, foi elevada a categoria de cidade com a denominação de Lapa.
É rica em turismo histórico, cultural e religioso, como a famosa Gruta do Monge, e é o maior produtor de fruta de caroço do estado. Seu comércio subsiste com dificuldade devido à sua indústria incipiente, carentes de novos investimentos para geração de emprego e renda. A Lapa é uma cidade tranquila. Possui boa infraestrutura de saneamento básico, escolas (inclusive de nível superior), transporte, saúde e lazer. O município é conhecido historicamente por ter ocorrido nos arredores da cidade o famoso Cerco da Lapa. Em 1894, houve um sangrento confronto que envolveu pica-paus e maragatos, contrários à dependência do Rio Grande do Sul como uma unidade federativa dentro do Brasil. Nesse fato histórico tombou em combate o General Gomes Carneiro.

## Etimologia
Lapa: Substantivo feminino, origina-se do vocábulo pré-céltico lappa em referência a uma grande pedra ou laje que forma um abrigo. A partir de 1731 se estabeleceu o pouso de Capão Alto, primeira denominação do que é hoje a cidade da Lapa. A primeira família que se fixou em Capão Alto foi a de João Pereira Braga e sua mulher Josefa Gonçalves da Silva. Em 13 de julho de 1797, Capão Alto é elevado à categoria de Freguesia. Em 6 de junho de 1806, Capão Alto passou a denominar-se Vila Nova do Príncipe. Em 7 de março de 1872, Vila Nova do Príncipe é elevada à categoria de município desmembrando-se de Curitiba e recebe, finalmente, a denominação de Lapa.

## História
Lapa, antigo distrito e vila com a denominação de Vila Nova do Príncipe, foi elevado à condição de cidade com a denominação de Lapa pela lei estadual nº 293 de 7 de março de 1872.

Lapa, s.d. Arquivo Nacional.

### O cerco da Lapa
Durante a Revolução Federalista em 1894, a Lapa tornou-se arena de um sangrento confronto entre as tropas republicanas, os chamados Pica-paus e os Maragatos contrários a república. A Lapa resistiu bravamente até que os Lapeanos comandados pelo General Ernesto Gomes Carneiro, caíram exangues em combate. Resistiram ao cerco por 26 dias, mas sucumbiram ante ao maior número do exército republicano.
O episódio ficou conhecido como o "Cerco da Lapa", a batalha deu ao Marechal Floriano Peixoto, chefe da república, tempo suficiente para reunir forças e deter as tropas federalistas. Ao todo foram 639 homens entre forças regulares e civis voluntários, lutando contra as forças revolucionárias formadas por três mil combatentes. Os restos mortais do General Carneiro, assim como de muitos outros que tombaram durante a resistência, estão sepultados no Panteon dos Heróis, vigiados permanentemente por uma guarda de honra do exército brasileiro.

## Economia
Lapa está localizada a 64 quilômetros de Curitiba, 160 km do Porto de Paranaguá. A BR-476 que passa em meio a cidade (assumida por uma concessionária) é a principal Rota do Mercosul, ligando as regiões Sudoeste do Paraná, Santa Catarina, Rio Grande do Sul e países da América do Sul.
A Lapa tem um clima e solo para o cultivo de vários produtos agrícolas, a saber, da economia do município. Soja, milho, feijão, batata, fruticultura, são algumas das culturas desenvolvidas. Existe ainda a agricultura orgânica que vem desenvolvendo a cada dia e ampliando mercado. Detém hoje uma das maiores áreas plantadas de frutas de caroço do Paraná. Pêssego, ameixa e nectarina próprias para o abastecimento de empresas que fabricam doces, sucos, geleias e produtos afins[carece de fontes?]
A pecuária também possui papel preponderante na economia da Lapa. O Núcleo Leiteiro conhecido como Projeto de Assentamento, que desde 1991 é denominado "a Reforma Agrária que deu certo" é um polo na produção de leite. Toda produção lapiana além de ajudar no abastecimento de Curitiba e região metropolitana, serve às cooperativas de laticínios para produção de queijos, iogurtes e bebidas lácteas. Já a avicultura abastece uma indústria alimentícia de grande porte e seus produtos são distribuídos no Brasil e exportados para vários países.
Vários empreendimentos já foram instalados, entre outros: a Naturalat, Café da Lapa e Mega Placas. O município já possuiu também duas pedreiras, porém atualmente ambas se encontram desativadas. O município sedia ainda a Cooperativa Agroindustrial Bom Jesus.

## Infraestrutura

### Educação
- Faculdade Educacional da Lapa (Fael)

### Saúde

#### Hospital Regional São Sebastião (Sanatório)
Localizado na extremidade norte da cidade, é um hospital público sob a jurisdição do Governo do Estado do Paraná, fundado em 30 de outubro de 1927 e, inicialmente se destinava a tratar exclusivamente portadores de tuberculose. Dentre as unidades de saúde do município, é a única unidade hospitalar, dispondo de alguns leitos de clínica médica. Em dezembro de 2020, o hospital passou a integrar o Complexo Hospitalar do Trabalhador de Curitiba, tornando-se hospital de referência no tratamento da SARS-CoV-2 contando com leitos de UTI e enfermaria.

## Turismo
Lapa apresenta um grande potencial turístico, notando-se a presença do turismo cultural, gastronômico, religioso e bélico. Principais pontos turísticos:
- Igreja Matriz de Santo Antônio
- Santuário de São Benedito
- Casa de Câmara e Cadeia / Museu de Armas[20][21]
- Casa de Hóspedes Militar
- Casa dos Cavalinhos - Casa da Memória[22]
- Casa Vermelha (Museu dos Tropeiros, Sala da Congada, Centro de Artesanato Aloísio Magalhães)
- Casa Lacerda
- Cine Teatro Imperial
- Museu do Mate
- Museu Histórico Municipal
- Teatro São João
- Memorial Italiano (Colônia São Carlos)
- Memorial Ney Braga
- Monumento à Manoel Ribas
- Monumento ao Barão dos Campos Gerais
- Monumento ao Expedicionário
- Monumento do Tropeiro
- Panteon dos Heroes
- Painel de Lapeanos Ilustres
- Planta da Cidade da Lapa -  Cinquentenário do Cerco da Lapa
- Alambique DoLara
- Parque Linear
- Praça General Carneiro
- Praça Joaquim Lacerda
- Fonte do Quebra Pote
- Reserva Particular do Patrimônio Natural Mata do Uru
- 15º Grupo de Artilharia de Campanha Auto Propulsado
- Espaço Cultural General Sisson

### A Gruta do Monge
A Gruta Do Monge fica localizada no Parque Estadual do Monge. Trata-se de uma reentrância em meio a uma encosta à qual se tem acesso por escadaria composta de 224 degraus. A gruta, em meados de 1847, serviu de abrigo ao lendário Monge João Maria D’Agostini.

## Cultura

### Gemellagio
Em 2004 foi assinado um ato de gemellagio entre a cidade da Lapa e Istrana - província de Treviso, no Vêneto, uma região no nordeste da Itália.

### Culinária
As principais marcas da culinária da Lapa, são heranças deixadas por negros africanos e tropeiros. As principais características gastronômicas são rústicas e remete ao período colonial. A cozinha lapeana é caseira e conta com elementos como o fogão a lenha e as panelas de ferro. Os principais ingredientes utilizados que se tornaram tradicionais são a banha, o charque, a carne de porco, o feijão, o milho e a farinha. Os pratos que podem ser considerados típicos do município são: o arroz tropeiro; a coxinha de farofa; a quirera lapeana; e o virado lapeano.

### Eventos
- Circuito Lapiano de Mountain Bike[27]
- Congada lapeana[27]
- Dia do Tropeiro[27]
- Festa de São Benedito[27]
- Festival da Primavera da Lapa[27][28]
- Festival de Cinema da Lapa[27][29]
- Festival de Música “Lapa Em Canto”[27]
- Festival de Voo Livre[27]

## Esporte
No passado a cidade possuiu um clube no Campeonato Paranaense de Futebol; o Bosch Esporte Clube.[carece de fontes?]

## Transporte
O município de Lapa é servido pelas seguintes rodovias:
- BR-476, que liga Curitiba a Santa Catarina (Porto União)
- PR-427, que liga a Campo do Tenente e Porto Amazonas
- PR-433, que liga o distrito de Santo Amaro a Antônio Olinto
- PR-511, que passa em sua Zona Rural (estrada de Quitandinha para Contenda)
- PR-428, estrada planejada que ligaria a cidade a São Luiz do Purunã (e a BR-376)

A cidade também é cortada e servida pela seguinte ferrovia:
- Ramal do Rio Negro (variante) da antiga Rede de Viação Paraná-Santa Catarina [31]

## Galeria

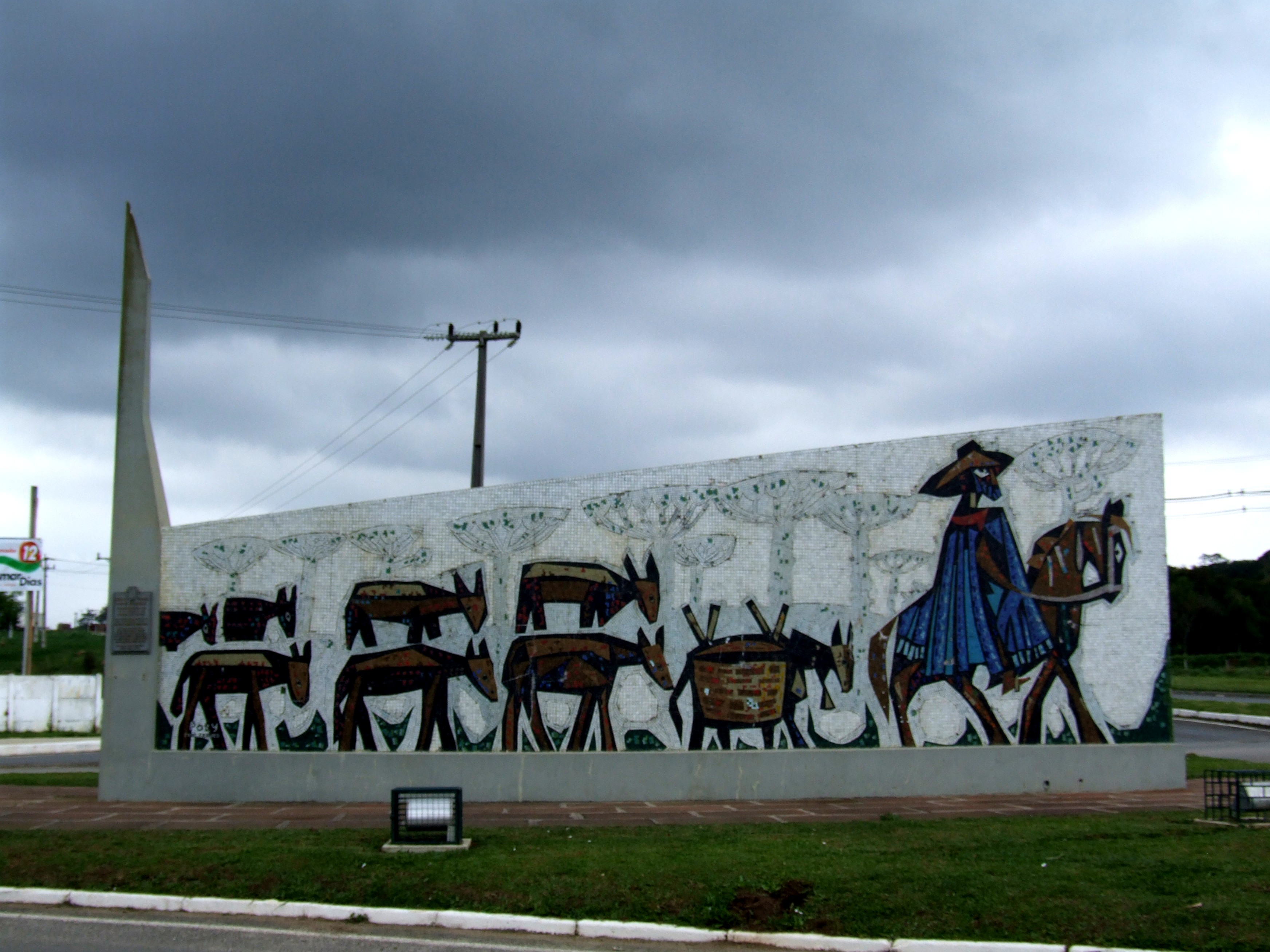
Monumento aos Tropeiros (Poty Lazzarotto).
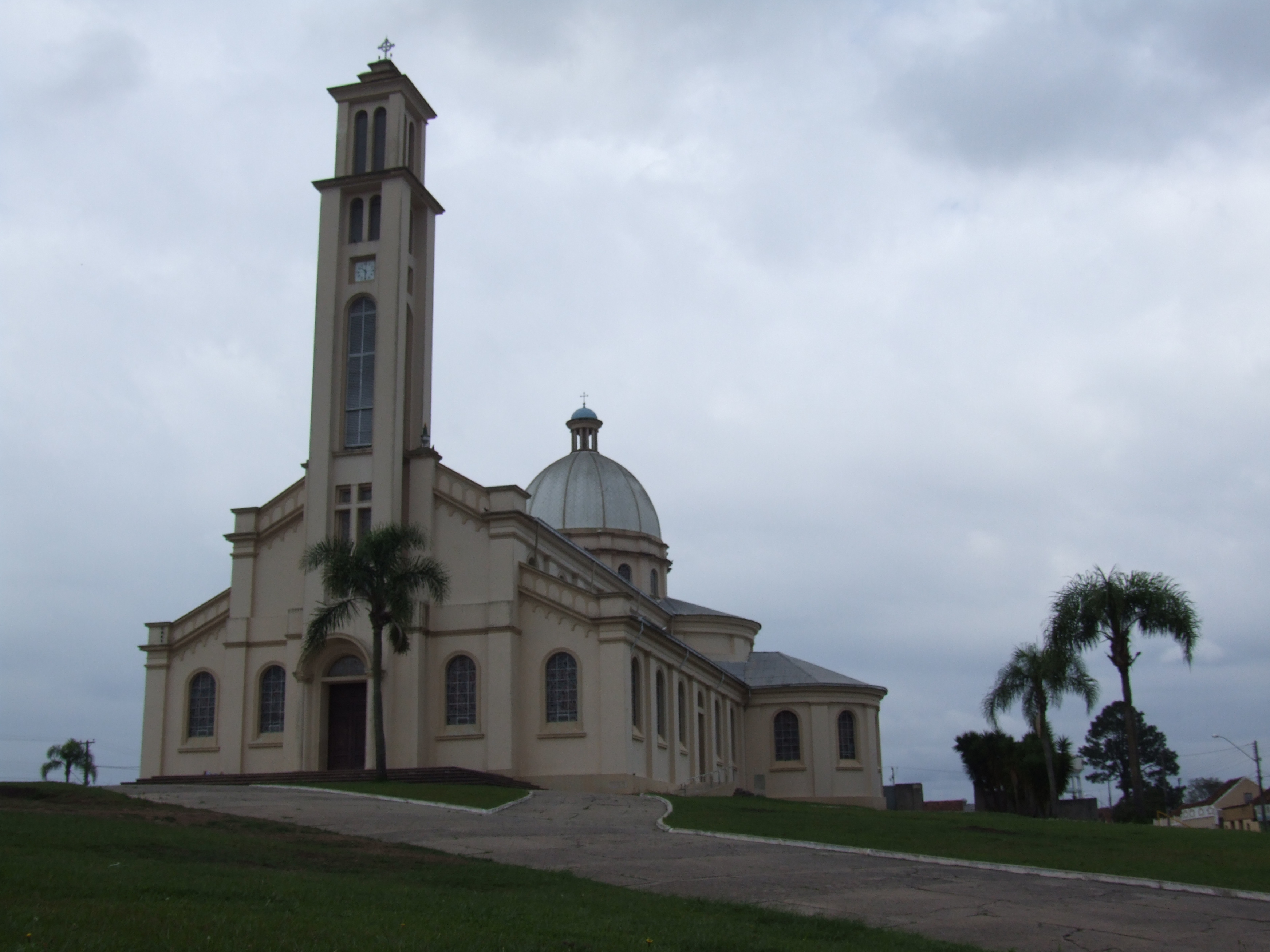
Santuário de São Benedito.
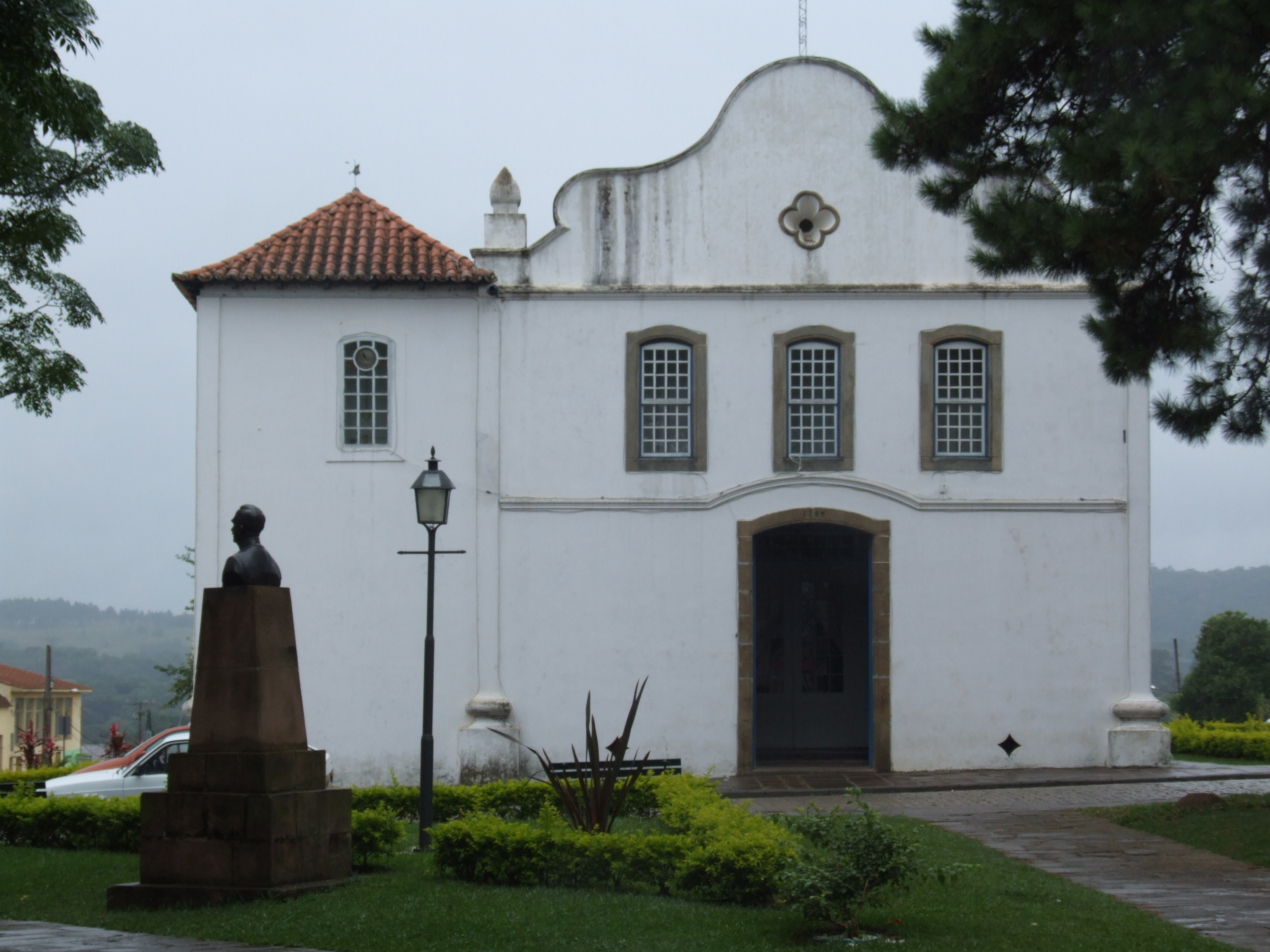
Igreja Matriz de Santo Antônio. Construção iniciada em 1769 e concluída em 1784.
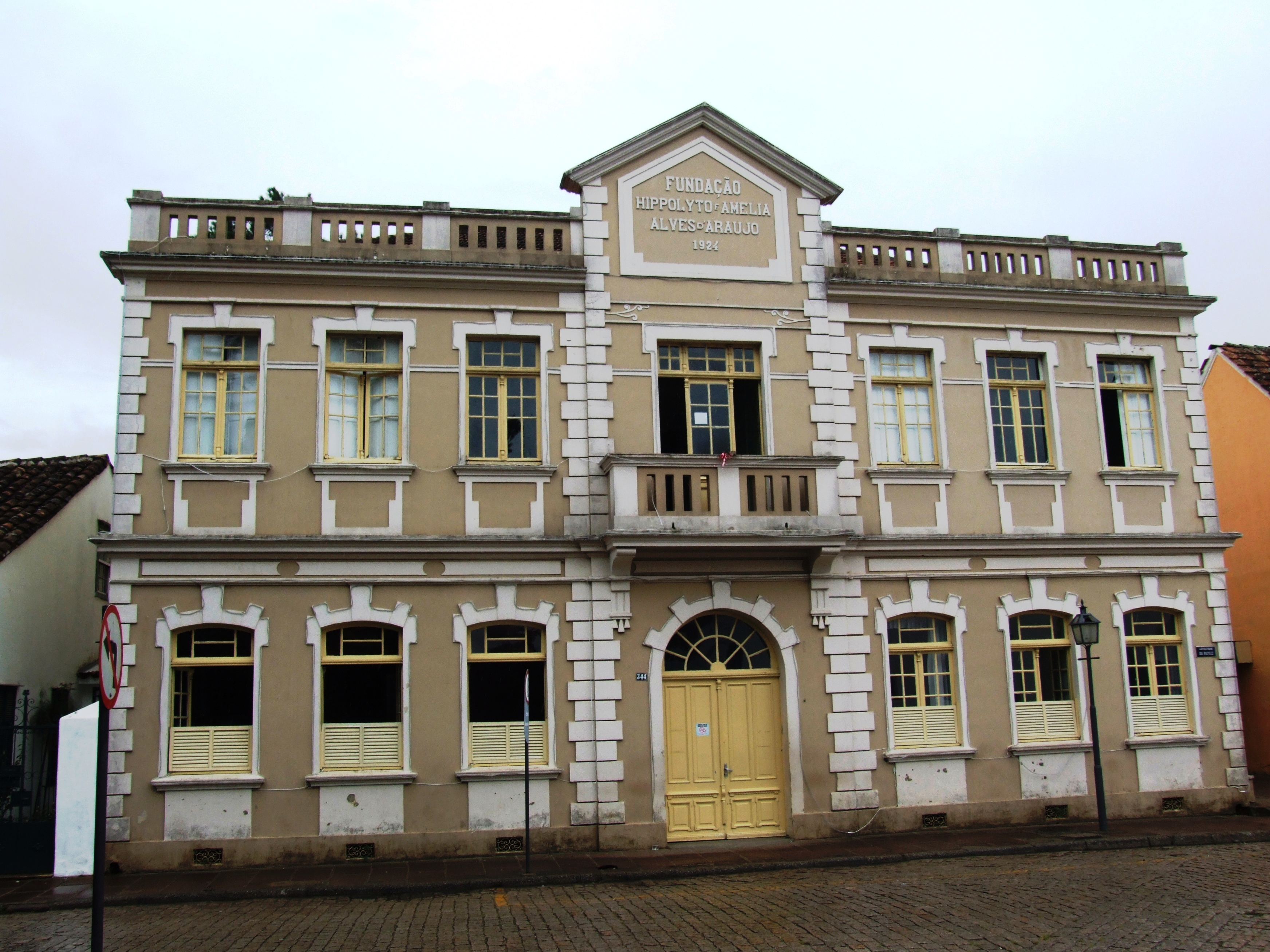
Hospital Fundação Hippólyto e Amelia Alves D'Araújo.
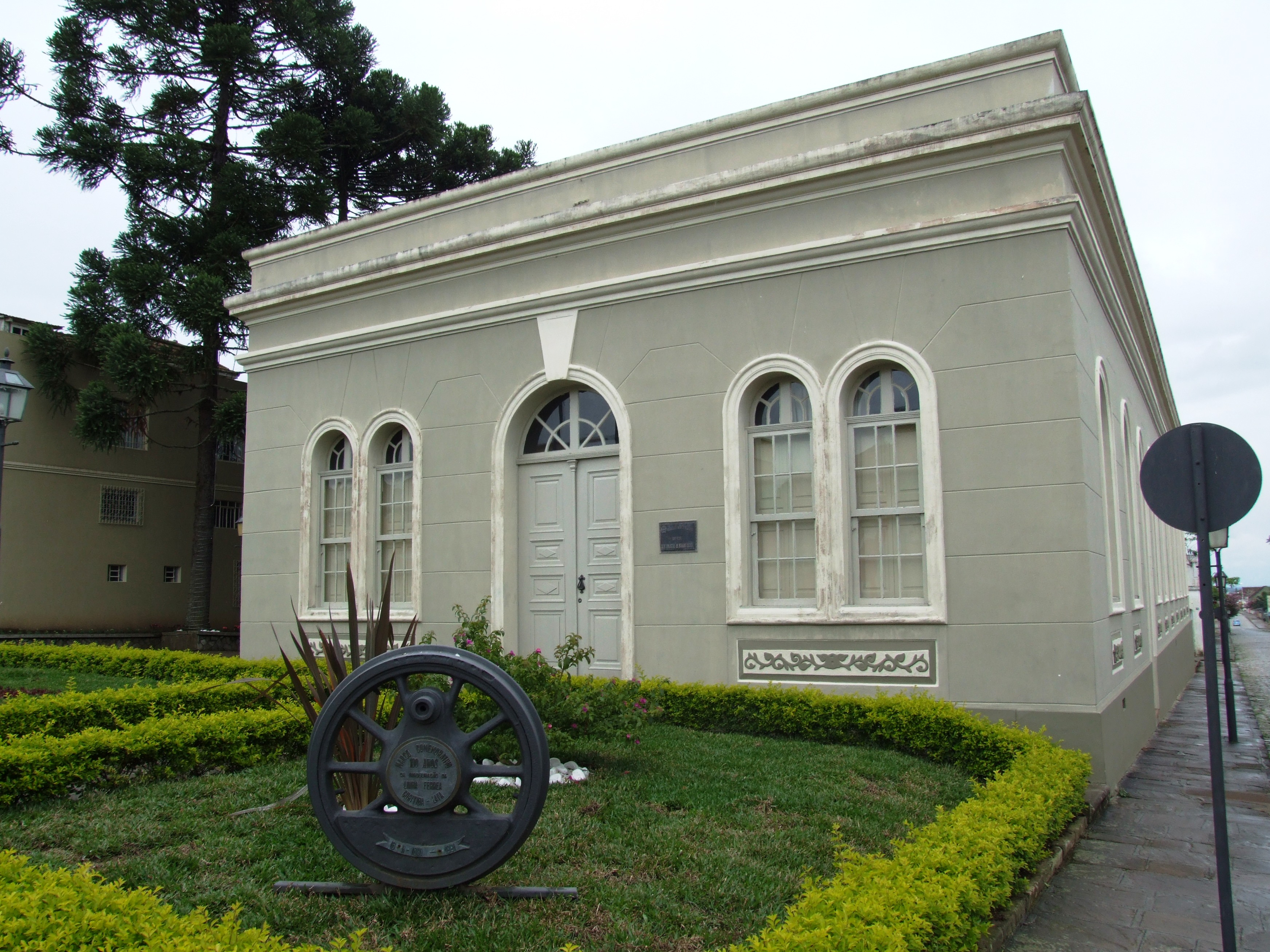
Prefeitura Municipal da Lapa, sede do poder executivo do município.
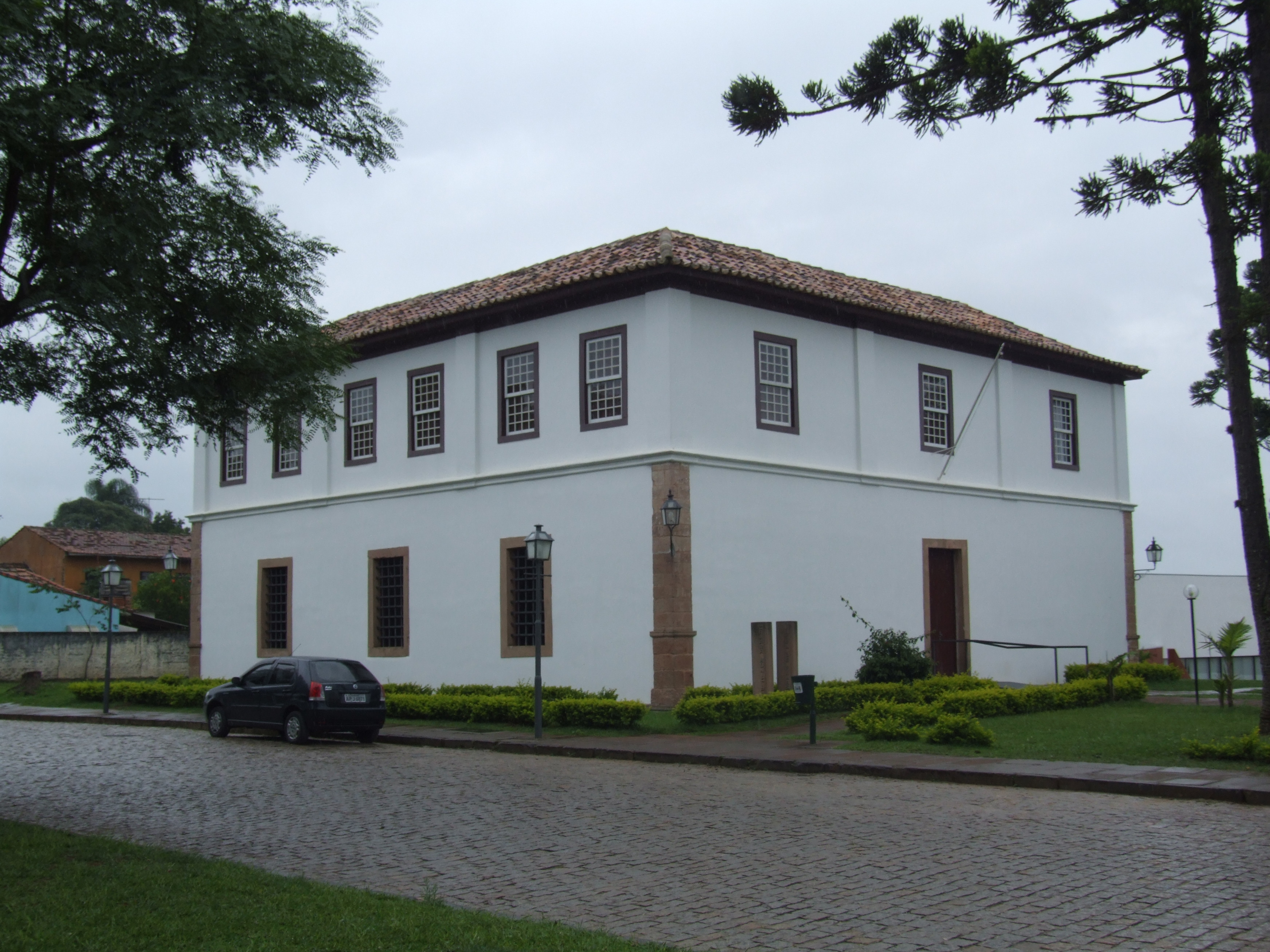
Câmara Municipal da Lapa, sede do poder legislativo do município.
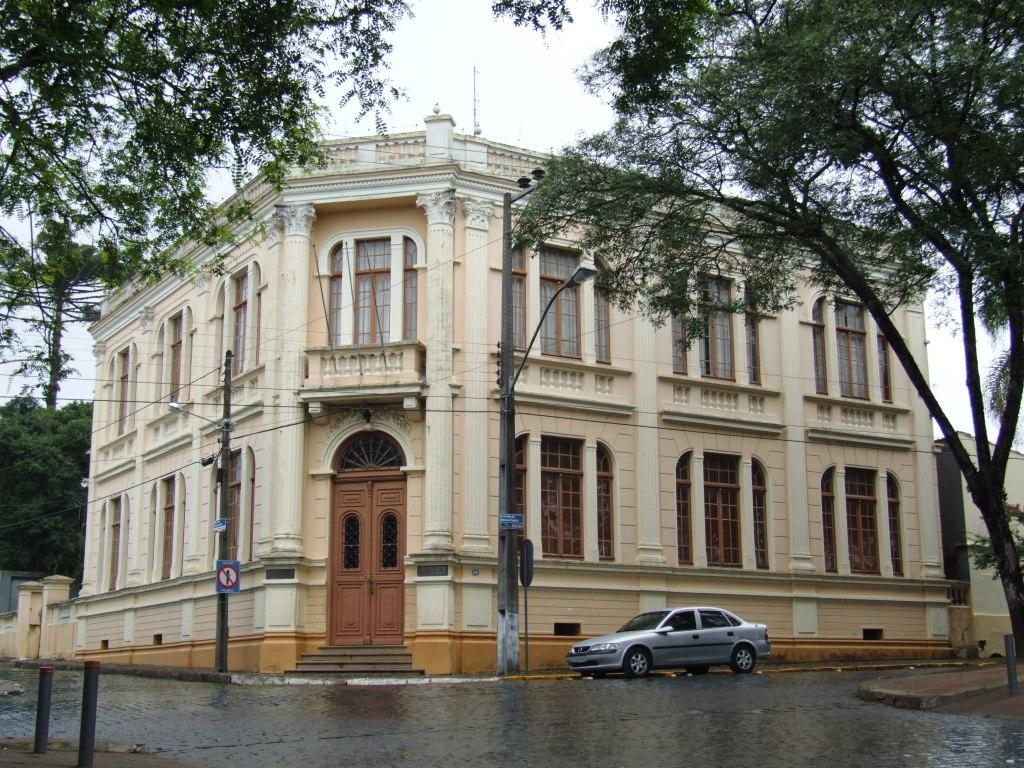
Antigo Fórum da justiça estadual da comarca da Lapa
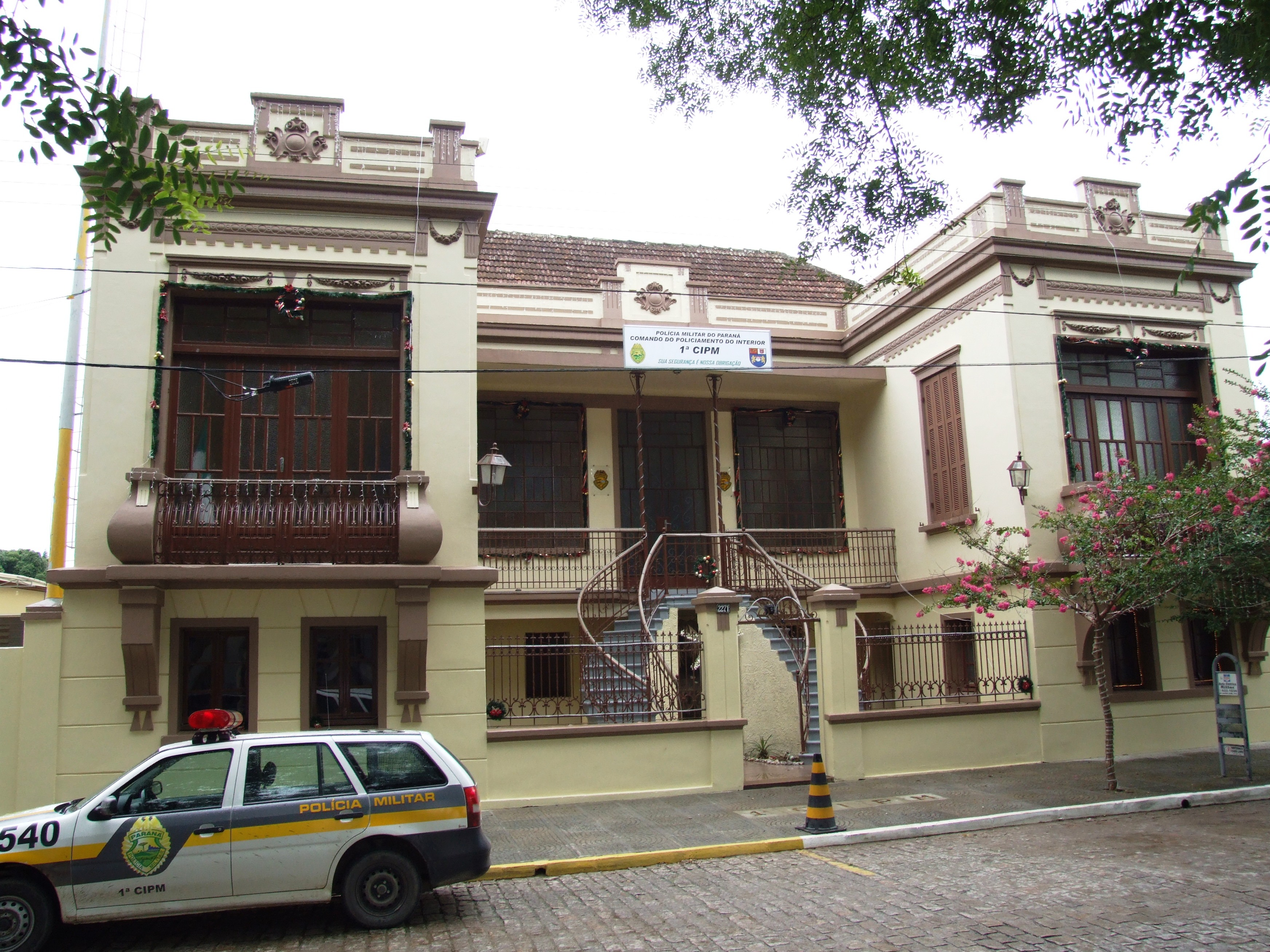
Sede da Primeira Companhia Independente da PMPR da Lapa.
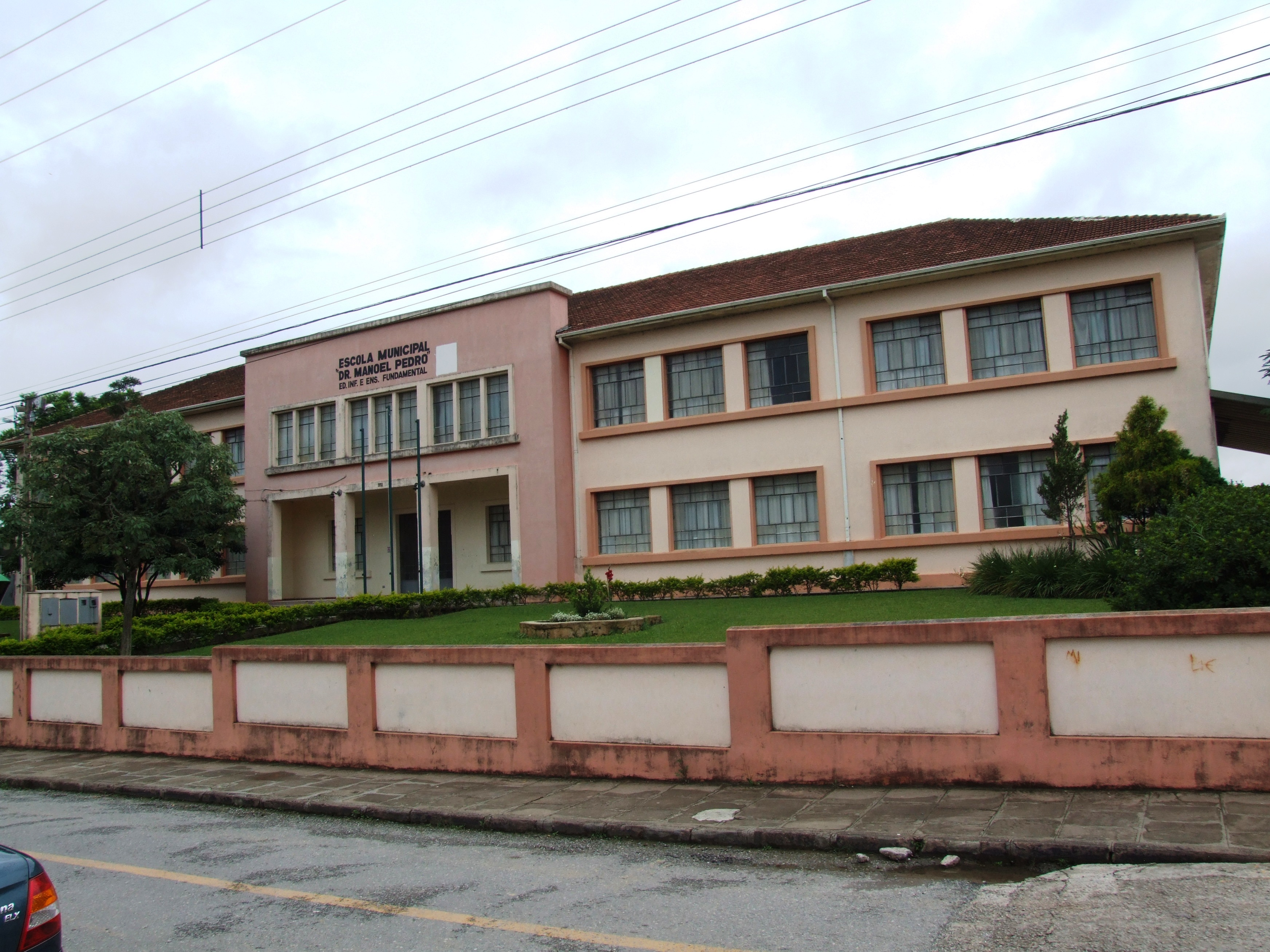
Escola Municipal Doutor Manoel Pedro.
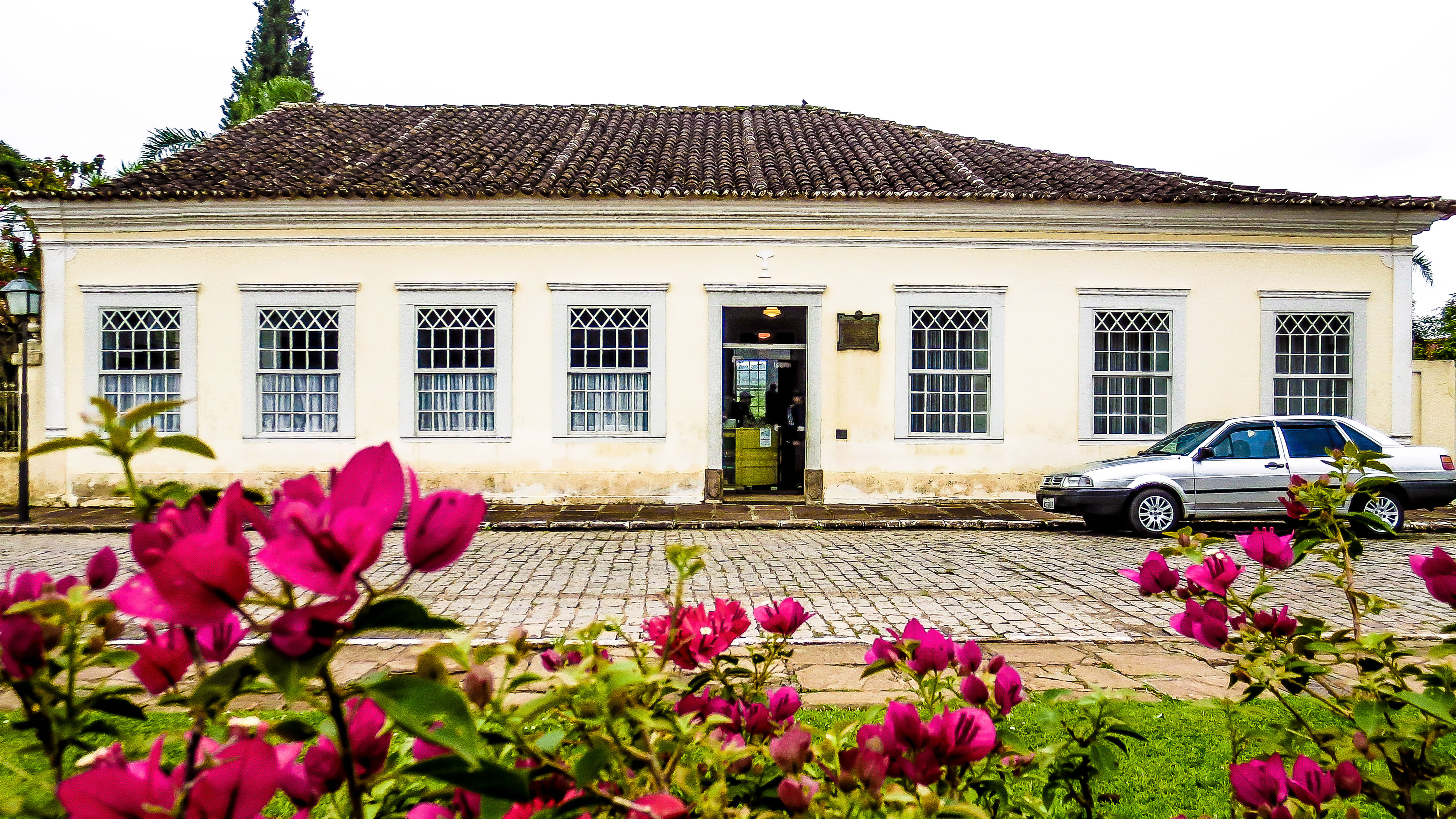
Museu Casa Lacerda, onde foi a casa do coronel Joaquim de Rezende Correia de Lacerda construída em 1842.